# Edward Owen
Edward Owen (* 6. November 1886 in Manchester; † 24. September 1949 in Bexleyheath, London Borough of Bexley) war ein britischer Langstreckenläufer.
Bei den Olympischen Spielen 1908 in London gewann er Silber im Fünf-Meilen-Lauf.
1912 schied er bei den Olympischen Spielen in Stockholm über 1500 m im Vorlauf aus. Im 3000-Meter-Mannschaftsrennen kam er als Zwölfter ins Ziel und gewann mit dem Team des Vereinigten Königreichs von Großbritannien und Irland die Bronzemedaille.
1909 und 1912 wurde er britischer Meister im Meilenlauf.